# Верхня Бейра

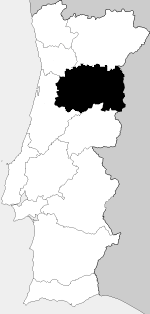
Бейра-Алта

Ве́рхня Бе́йра (порт. Beira Alta, МФА: [ˈbɐj.ɾɐ ˈaɫ.tɐ]) — провінція Португалії, що існувала в 1832—1835 і 1936—1976 роках. Розташовувалася в центрі країни. Створена на основі північно-східних (верхніх) районів провінції Бейра. Адміністративним центром було місто Візеу. У 1967 площа становила 3 700 км², населення — 800 тисяч осіб. Після ліквідації території увійшли до складу округів Коїмбра, Гуарда та Візеу.

## Назва
- Ве́рхня Бе́йра, або Бе́йра Горі́шня (порт. Beira Alta) — поширена коротка назва.
- Ве́рхньо-Бе́йрівська прові́нція (порт. Província da Beira Alta) — назва в офіційній документації.
- Ве́рхньо-Бе́йрівська префекту́ра (порт. Prefeitura da Beira Alta) — альтернативна назва в 1832—1835 роках від посади префекта, провінційного голови.
- Бе́йра-А́лта — транскрипція португальської назви.

## Географія
У 1936—1979 роках Верхня Бейра межувала на півночі з провінцією Трансмонтана і Верхнє Дору, на північному заході — з провінцією Берегове Дору, на заході і південному заході — з провінцією Берегова Бейра, на півдні — з провінцією Нижня Бейра, на сході — з Іспанією (провінцією Саламанка).

## Історія
Верхня Бейра була створена 1832 року в ході адміністративно-територіальної реформи Мозіню-да-Сілвейри шляхом поділу провінції Бейра. Нова адміністративна одиниця займала північно-східні райони старої. До складу Верхньої Бейри увійшли три комарки (субпрефектури) з центрами у Візеу, Ламегу і Транкозу. Провінційний адміністративний центр розташовувався у Візеу. Тут перебував представник центрального уряду — префект, а також представницький виборчий орган — провінційна генеральна рада. У комарках префекта представляли субпрефекти. Реформа набула чинності по всій країні лише 1834 року після перемоги лібералів у громадянській війні.
Під час адміністративно-територіальної реформи 1835 року, що запровадила в Португалії округи, замість провінції Верхня Бейра утворили округ Візеу. Він перебрав на себе роль адміністративної одиниці, а провінція перетворилася на статистично-географічний регіон. 
1936 року, внаслідок чергової адміністративної реформи, яка повернула в країні провінції, було відновлено провінцію Верхня Бейра. Вона об'єднувала 33 муніципалітетів: більшість муніципалітетів Візеуського і Гуардівського округів, а також 2 муніципалітети Коїмбрського округу. 
1976 року уряд Португалії провів нову адміністративно-територіальну реформу, повернувшись до окружної системи. Провінція Верхня Бейра була скасована.

## Муніципалітети
Муніципалітети, що входили до складу Верхньої Бейри в 1936—1979 роках:
Округ Коїмбра (2 з 17) 
1. Олівейра-ду-Ошпітал
2. Табуа

Округ Гуарда (13 з 14) 
1. Агіар-да-Бейра
2. Алмейда
3. Говейя
4. Гуарда
5. Мантейгаш
6. Меда
7. Піньєл
8. Сабугал
9. Сейя
10. Селоріку-да-Бейра
11. Транкозу
12. Фігейра-де-Каштелу-Родригу
13. Форнуш-де-Алгодреш

Округ Візеу (18 з 24) 
1. Віла-Нова-де-Пайва
2. Візеу
3. Возела
4. Каррегал-ду-Сал
5. Каштру-Дайре
6. Мангуалде
7. Моймента-да-Бейра
8. Мортагуа
9. Нелаш
10. Олівейра-де-Фрадеш
11. Пеналва-ду-Каштелу
12. Пенедону
13. Санта-Комба-Дан
14. Сан-Педру-ду-Сул
15. Сатана
16. Сернансельє
17. Тарока
18. Тондела